# Phyllogomphoides pugnifer
Phyllogomphoides pugnifer là loài chuồn chuồn trong họ Gomphidae. Loài này được Donnelly mô tả khoa học đầu tiên năm 1979.